# David Solomon Abwo
David Solomon Abwo (Jos, 1986. május 10. –) nigériai utánpótlás-válogatott labdarúgó.

## Pályafutása
Abwo a nigériai Enyimba International FC-nél kezdte meg felnőtt labdarúgó-pályafutását. 2005-ben a nigériai U20-as válogatottal vb ezüstérmes lett. 2010 és 2011 között a Lombard Pápa Termál FC játékosa volt. 2018 nyara óta nincs klubja.